# Гілюфрей
Гілюфрей (порт. Guilhofrei; МФА: [gi.ʎu.ˈfɾɐj]) — парафія в Португалії, у муніципалітеті Вієйра-ду-Міню. Розташована в північно-західній частині країни, на теренах історичної португальської провінції Дору-Міню. Входить до складу округу Брага. За адміністративним поділом, чинним до 1976 року, терени парафії були складовою провінції Міню. Належить до Бразької архідіоцезії Католицької церкви. Патрон — святий Яків. Площа — 11,2325 км². Населення — 961 ос. (2011). Слабо урбанізований регіон. Густота населення — 85,56 осіб/км²
. Код — 031108.

## Населення
| Кількість мешканців | Кількість мешканців | Кількість мешканців | Кількість мешканців | Кількість мешканців | Кількість мешканців | Кількість мешканців | Кількість мешканців | Кількість мешканців | Кількість мешканців | Кількість мешканців | Кількість мешканців | Кількість мешканців | Кількість мешканців | Кількість мешканців |
| ------------------- | ------------------- | ------------------- | ------------------- | ------------------- | ------------------- | ------------------- | ------------------- | ------------------- | ------------------- | ------------------- | ------------------- | ------------------- | ------------------- | ------------------- |
| 1864                | 1878                | 1890                | 1900                | 1911                | 1920                | 1930                | 1940                | 1950                | 1960                | 1970                | 1981                | 1991                | 2001                | 2011                |
| 1 202               | 897                 | 878                 | 917                 | 1 020               | 1 015               | 1 025               | 1 219               | 1 421               | 1 368               | 1 328               | 1 358               | 1 280               | 1 154               | 961                 |